# Bernardino Fernández de Velasco y Benavides
Pour les articles homonymes, voir Fernández, Velasco et Benavides.
Bernardino Fernández de Velasco y Benavides, 14e duc de Frías, 10e comte de Peñaranda et 12e marquis de Frechilla et Villarramiel, né à Madrid en 1783 et mort dans la même ville en 1851, est un homme d'État, militaire, diplomate et poète espagnol ; il a notamment été sénateur de la province de León et président du Conseil des ministres (1838).

## Carrière

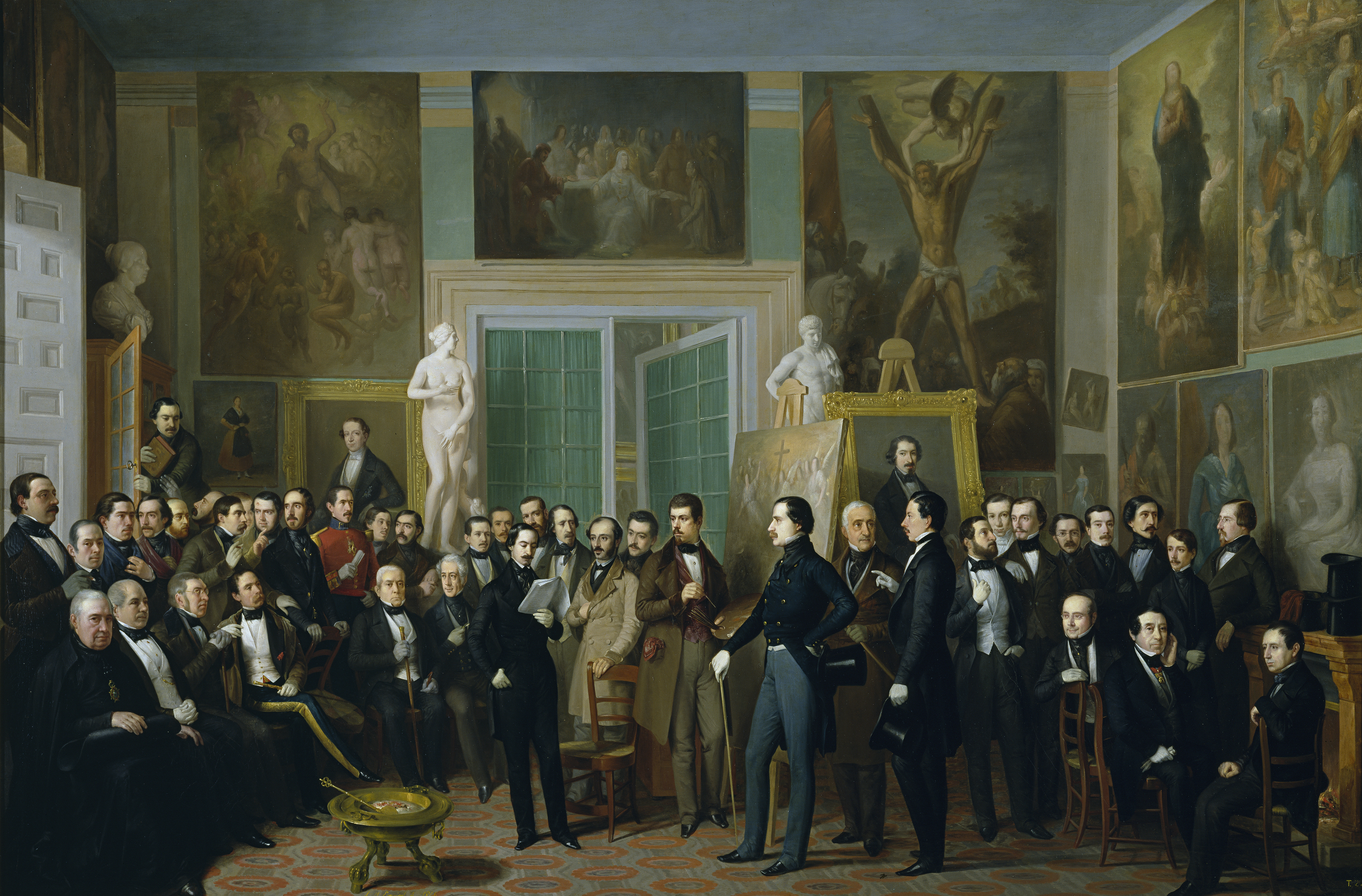
Bernardino Fernández de Velasco y Benavides représenté dans La Réunion des poètes d'Antonio María Esquivel (1846).

- 1804 : Capitaine des dragons de la Reine[1]
- 1808 : Lieutenant-colonel du Régiment de cavalerie d'Almansa (es)[1]
- 28 mars 1809 : Colonel du Régiment blindé de Pavía (es)[1]
- 1814 : Gentilhombre de cámara con ejercicio (en)[2]
- 1820 - 1823 : Ambassadeur de Ferdinand VII auprès de la Cour de Saint James[1]
- 1834 - 1836 : Éminence du Royaume (es)[1],[3]
- 1838 : Sénateur du royaume pour la province de León[1]
- 6 septembre - 8 décembre 1838 : Ministère des Affaires étrangères[1]
- 6 septembre - 8 décembre 1838 : Premier ministre[1]
- 1845 - 1846 : sénateur à vie[3]